# Christian Jorge
Christian Jorge est un entrepreneur français d'origine portugaise, né le 13 février 1975 à Saint-Maur-des-Fossés. Il est surtout connu pour avoir cofondé Vestiaire Collective, une plateforme majeure de mode de luxe d’occasion, ainsi que Omie & Cie, une entreprise alimentaire engagée dans la transparence et la durabilité. Il est également cofondateur d’Arianee, une start-up spécialisée dans les certificats numériques pour les produits de luxe. Ses initiatives entrepreneuriales s’inscrivent dans une démarche d’économie circulaire et de promotion d’un impact positif sur l’environnement.

## Biographie

### Carrière
Passionné par le numérique, Christian Jorge lance sa première entreprise de création de sites internet en 2000 alors qu’il est encore étudiant. Au cours des années 2000, il fonde plusieurs agences de communication et de développement e-commerce, dont RL Agency, au sein de laquelle sera incubée la future plateforme Vestiaire Collective.

#### Vestiaire Collective
En octobre 2009, Christian Jorge cofonde Vestiaire Collective, une entreprise dédiée à l’achat et à la vente d’articles de mode de luxe de seconde main. Il occupe successivement les postes de directeur produit, directeur des opérations en 2013, puis vice-président chargé des opérations et de la satisfaction client en 2017. Sous son impulsion, la société se développe à l’international et contribue à populariser la revente de luxe en ligne. En 2021, elle atteint le statut de « licorne » (valorisation d’au moins un milliard de dollars).

#### Arianee
Après son départ de Vestiaire Collective fin 2017, Christian Jorge cofonde en 2018 la société Arianee, qui développe un protocole basé sur la blockchain pour fournir aux marques des certificats numériques de propriété sous forme de NFTs. Cette solution améliore la traçabilité des articles de luxe et renforce l’engagement des consommateurs grâce à un « passeport numérique » infalsifiable.

#### Omie & Cie
En 2020, il lance Omie & Cie, une start-up dans l’agro-alimentaire, avec l’ambition de « refaire le coup » de Vestiaire Collective en proposant un modèle plus responsable et transparent.

### Philosophie entrepreneuriale
Christian Jorge se distingue par sa vision entrepreneuriale axée sur la durabilité et l'innovation. Il est un fervent défenseur de l'économie circulaire et de l'impact positif des entreprises sur la société et l'environnement. Dans ses interviews il cite régulièrement l'entreprise Patagonia et son fondateur Yvon Chouinard, ou Veja comme références et modèles d'inspiration. L'entreprise Omie est ainsi pensée pour permettre d'avoir un impact positif sur les écosystèmes grâce à l'agriculture régénératrice.

## Vie personnelle
Christian Jorge est père de quatre enfants et réside en région parisienne.